# Фоминка
Фоми́нка (рос. Фоминка) — присілок у складі Алапаєвського міського округу (Верхня Синячиха) Свердловської області.
Населення — 24 особи (2010, 26 у 2002).
Національний склад населення станом на 2002 рік: росіяни — 96 %.